# Ectodesmus extortus
Ectodesmus extortus är en mångfotingart som beskrevs av Cook 1898. Ectodesmus extortus ingår i släktet Ectodesmus och familjen orangeridubbelfotingar. Inga underarter finns listade i Catalogue of Life.